# Національний інститут імені Фридерика Шопена
Національний інститут Фридерика Шопена (пол. Narodowy Instytut Fryderyka Chopina, NIFC) — польська державна установа, заснована у 2001 році згідно із Законом від 3 лютого 2001 року про охорону спадщини Фридерика Шопена. Інститут є провідним світовим центром, присвяченим збереженню, дослідженню та популяризації культурної спадщини Фридерика Шопена.

## Місцезнаходження
Штаб-квартира Інституту розташована у Варшаві, у Центрі Шопена за адресою: вулиця Тамка, 43.

## Історія
Національний інститут Фридерика Шопена був офіційно створений у 2001 році з метою централізованого управління проєктами, пов'язаними з охороною спадщини композитора. Він узяв на себе обов'язки з управління майном і пам'ятками, пов'язаними з життям і творчістю Шопена, які належать Державному казначейству або перебувають у віданні державних організацій.

## Завдання
Відповідно до статті 5 згаданого закону, до основних завдань Інституту належать:
- охорона культурної спадщини Фридерика Шопена;
- управління об'єктами, пов'язаними з композитором (музеї, архіви, будівлі тощо);
- співпраця з державними і місцевими органами влади, а також з громадськими організаціями та приватними особами у сфері захисту спадщини Шопена;
- науково-дослідницька, видавнича, виставкова та освітня діяльність.

## Діяльність
Інститут організовує ряд значущих культурних подій, серед яких:
- Міжнародний конкурс піаністів імені Фридерика Шопена — один із найпрестижніших конкурсів класичної музики у світі, що проходить раз на п'ять років у Варшаві (організується з 2010 року Інститутом);
- Міжнародний фестиваль «Шопен та його Європа» — щорічний музичний фестиваль, який об'єднує творчість Шопена з європейською музичною традицією.

Інститут також веде широку видавничу діяльність, включаючи критичні видання творів композитора, наукові дослідження, публікації листування та біографічних матеріалів. Йому підпорядковано Музей Фридерика Шопена у Варшаві, а також низку меморіальних об'єктів у Польщі, пов'язаних із життям композитора.